# Rio Aroa
O Aroa é um rio da Papua Nova Guiné. Flui para o mar no extremo norte da baía de Redscar, a cerca de 11 milhas de Cape Suckling, a noroeste de Port Moresby.